# Tamsalu

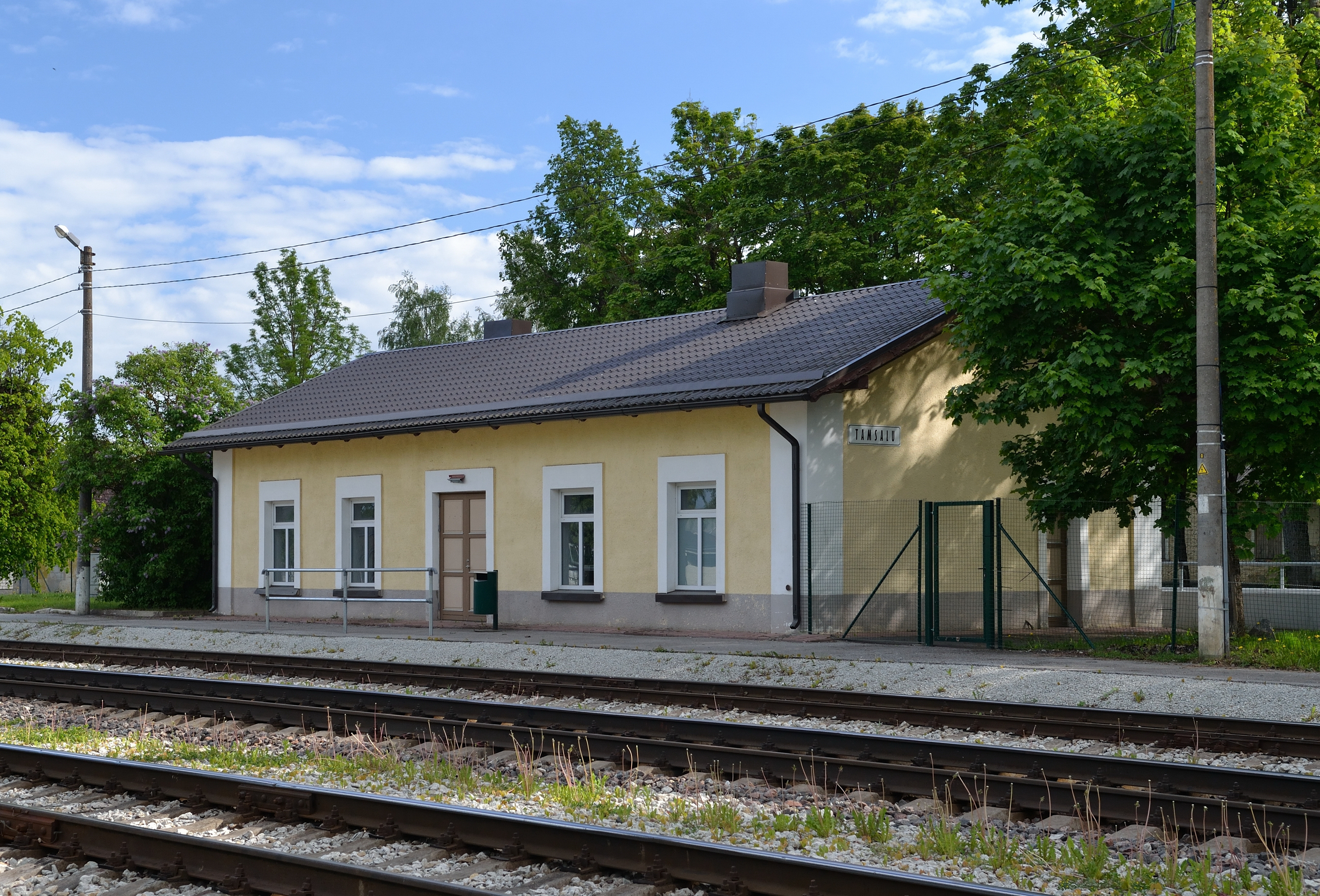
Bahnhof

Tamsalu (dt. Tamsal) war eine Landgemeinde im estnischen Kreis Lääne-Viru mit einer Fläche von 214,6 km². Sie hatte 4546 Einwohner (Stand: 2006).

## Gliederung
Neben dem Hauptort, der Stadt Tamsalu mit 2572 Einwohnern, umfasste die Gemeinde die Dörfer Aavere, Alupere, Araski, Assamalla, Järsi, Järvajõe, Kadapiku, Kaeva, Kerguta, Koiduküla, Koplitaguse, Kuie, Kullenga, Kursi, Lemmküla, Loksa, Metskaevu, Naistevälja, Piisupi, Porkuni, Põdrangu, Sauvälja, Savalduma, Sääse, Türje, Uudeküla, Vadiküla, Vajangu, Vistla, Võhmetu und Võhmuta.

## Kultur und Sehenswürdigkeiten
Der Porkuni-See in der Gemeinde zieht zahlreiche Wanderer, Angler und Naturliebhaber an. Ab 1477 ließ der Tallinner Bischof Simon von der Borch (Amtszeit von 1477 bis 1492) die Burg Borckholm am Seeufer errichten, von der heute noch ein Turm erhalten ist.

## Verkehr
Tamsalu liegt mit einem Bahnhof an der Bahnstrecke von Tallinn nach Tartu und wird auch von schnellen Regionalzügen zwischen beiden Städten angefahren.

## Partnergemeinde
Tamsalu ist die Partnergemeinde des Amtes Rehna im Landkreis Nordwestmecklenburg.